# Colocasiomyia pistilicola
Colocasiomyia pistilicola är en tvåvingeart som först beskrevs av Carson och Toyohi Okada 1980.  Colocasiomyia pistilicola ingår i släktet Colocasiomyia och familjen daggflugor. Inga underarter finns listade i Catalogue of Life.